# هربرت أ. كولينز
هربرت أ. كولينز (بالإنجليزية: Herbert A. Collins)‏ هو رسام أمريكي، ولد في 21 أكتوبر 1865 في North Middlesex, Ontario ‏ في كندا، وتوفي في 5 ديسمبر 1937 في بيركيلي في الولايات المتحدة بسبب نوبة قلبية.